# Краљевство Ирска
Краљевство Ирска (ир. Ríoghacht Éireann, Ríocht Éireann) се односи на ирску држава у периоду од проглашења Хенрија VIII за краља Ирске по одредбама Закона о ирској круни из 1542. до ступања на снагу Закона о унији из 1800. Краљевство Ирска је наследило Господарство Ирску, основано 1171. Хенри VIII је био признат за владара Ирске од неких протестанстких европских држава, али не и од европских католичких монархија. Међутим, његову кћерку Мери Тјудор папа је 1555. призннао за краљицу Ирске. Засебно ирско краљевство је престало да постоји крајем 1800. пошто се Ирска ујединила са Краљевством Великом Британијом у Уједињено Краљевство Велике Британије и Ирске 1. јануара 1801.